# Liang Guanglie
Liang Guanglie, född i december 1940 i Santai i Sichuan, död 12 november 2024 i Beijing, var en kinesisk general och politiker. Han var försvarsminister i Kina 2008–2013.
Liang gick med i Folkets befrielsearmé i januari 1958 och i Kinas kommunistiska parti i november 1959. Mellan 1993 och 2002 innehade han ledande befattningar i Pekings, Shenyangs och Nanjings militärregioner. 2002 blev han utnämnd till stabschef i Befrielsearmén och 2008 befordrades han till försvarsminister. Han var suppleant i Centralkommittén sedan 1987 och ordinarie ledamot sedan 2007.
I juli 2008 lämnade en rad pro-tibetanska grupper in en stämningsansökan till en spansk domstol mot Liang och sex andra höga kinesiska ämbetsmän för deras roll i undertyckandet av oroligheterna i Tibet 2008. Grupperna anklagade de sju för "brott mot mänskligheten" och en spansk domare inledde en förundersökning mot de anklagade. Den kinesiska regeringen har dock avvisat den spanska förundersökningen.